# Elecciones municipales de Chiclayo de 1980
Las elecciones municipales de Chiclayo de 1980 se llevaron a cabo el 23 de noviembre de 1980 para elegir al alcalde y al Concejo Provincial de Chiclayo para el periodo 1981-1983. La elección se celebró simultáneamente con elecciones municipales en todo el país.

## Sistema electoral
La Municipalidad Provincial de Chiclayo es el órgano administrativo y de gobierno de la provincia de Chiclayo. Está compuesta por el alcalde y el Concejo Provincial.
La votación del alcalde y el concejo se realiza en base al sufragio universal, que comprende a todos los ciudadanos nacionales mayores de dieciocho años, empadronados y residentes en la provincia de Chiclayo y en pleno goce de sus derechos políticos, así como a los ciudadanos no nacionales residentes y empadronados en la provincia de Chiclayo.
El Concejo Provincial de Chiclayo está compuesto por 19 regidores elegidos por sufragio directo para un período de tres (3) años, en forma conjunta con la elección del alcalde (quien lo preside). La votación es por lista cerrada y bloqueada. Se asigna a la lista ganadora los escaños según el método d'Hondt.

## Partidos y candidatos
A continuación se muestra una lista de los principales partidos y alianzas electorales que participaron en las elecciones:
| Candidatura | Candidatura | Partidos y alianzas | Candidatos | Candidatos                   | Ideología                                               | Ref. |
| ----------- | ----------- | --- | ---------- | ---------------------------- | ------------------------------------------------------- | ---- |
|             | APRA        | Lista - Partido Aprista Peruano (APRA) |            | Flavio Núñez Izaga           | Aprismo                                                 |      |
|             | AP          | Lista - Acción Popular (AP) |            | Ricardo Ramírez Gastón Gamio | Humanismo Nacionalismo cívico Reformismo                |      |
|             | PPC         | Lista - Partido Popular Cristiano (PPC) |            | Luis Negreiros Pascua        | Conservadurismo social Humanismo Democracia cristiana   |      |
|             | IU          | Lista - Izquierda Unida (IU) – Unión de Izquierda Revolucionaria (UNIR) – Unidad Democrático Popular (UDP) – Partido Socialista Revolucionario (PSR) – Partido Comunista Revolucionario (PCR) – Partido Comunista Peruano (PCP) – Frente Obrero Campesino Estudiantil y Popular (FOCEP) |            | Benjamin Padilla Bazán       | Marxismo-leninismo Mariateguismo Socialismo democrático |      |
|             | POMR        | Lista - Partido Obrero Marxista Revolucionario (POMR) |            | Daniel Vásquez Alcántara     | Trotskismo                                              |      |
|             | IND         | Lista - Lista Independiente N° 21 Por Un Chiclayo Mejor |            | Jaime Hananel Ruiz           | Localismo chiclayano                                    |      |

## Resultados

### Sumario general
|                        |                                                 |              |              |              |           |           |
| Partidos y coaliciones | Partidos y coaliciones                          | Voto popular | Voto popular | Voto popular | Regidores | Regidores |
| Partidos y coaliciones | Partidos y coaliciones                          | Votos        | %            | ±pp          | Total     | +/−       |
|                        | Partido Aprista Peruano (APRA)                  | 45,976       | 43.94        | n/a          | 9         | n/a       |
|                        | Acción Popular (AP)                             | 40,719       | 38.92        | n/a          | 8         | n/a       |
|                        | Izquierda Unida (IU)                            | 13,403       | 12.81        | n/a          | 2         | n/a       |
|                        | Lista Independiente N° 21 Por Un Chiclayo Mejor | 2,420        | 2.31         | n/a          | 0         | n/a       |
|                        | Partido Popular Cristiano (PPC)                 | 1,225        | 1.17         | n/a          | 0         | n/a       |
|                        | Partido Obrero Marxista Revolucionario (POMR)   | 889          | 0.85         | n/a          | 0         | n/a       |
|                        |                                                 |              |              |              |           |           |
| Total                  | Total                                           | 104,632      |              |              | 19        | n/a       |
|                        |                                                 |              |              |              |           |           |
| Votos válidos          | Votos válidos                                   | 104,632      | 86.76        | n/a          |           |           |
| Votos en blanco        | Votos en blanco                                 | 5,261        | 4.36         | n/a          |           |           |
| Votos nulos            | Votos nulos                                     | 10,713       | 8.88         | n/a          |           |           |
| Votos emitidos         | Votos emitidos                                  | 120,606      | 72.27        | n/a          |           |           |
| Abstenciones           | Abstenciones                                    | 46,271       | 27.73        | n/a          |           |           |
| Votantes registrados   | Votantes registrados                            | 166,877      |              |              |           |           |
|                        |                                                 |              |              |              |           |           |
| Fuente:                |                                                 |              |              |              |           |           |

## Elecciones municipales distritales

### Resultados por distrito
La siguiente tabla enumera el control de los distritos de la provincia de Chiclayo.
| Distrito            | Alcalde(sa) electo(a)         | Partido político | Partido político        |
| ------------------- | ----------------------------- | ---------------- | ----------------------- |
| Chongoyape          | Pedro Cabrejos Mundaca        |                  | Partido Aprista Peruano |
| Eten                | Óscar Liza Llaque             |                  | Partido Aprista Peruano |
| Eten Puerto         | Germán Puescas Orellano       |                  | Partido Aprista Peruano |
| José Leonardo Ortiz | Ricardo Adrianzén Fernández   |                  | Acción Popular          |
| Lagunas             | Albino Esquén Condemarín      |                  | Partido Aprista Peruano |
| Monsefú             | Ángel Fenco Lluen             |                  | Acción Popular          |
| Nueva Arica         | Nicanor Vásquez Bereche       |                  | Partido Aprista Peruano |
| Oyotún              | Daniel Alvites Ramírez        |                  | Partido Aprista Peruano |
| Picsi               | Manuel Mendoza Suárez         |                  | Partido Aprista Peruano |
| Pimentel            | Temístocles Rojas Rodríguez   |                  | Partido Aprista Peruano |
| Reque               | David Chirinos Hurtado        |                  | Acción Popular          |
| Santa Rosa          | Luis Palma Gordillo           |                  | Partido Aprista Peruano |
| Saña                | Alejandro Chiroque Valdiviezo |                  | Partido Aprista Peruano |